# NGC 5292
NGC 5292 је спирална галаксија у сазвежђу Кентаур која се налази на NGC листи објеката дубоког неба.
Деклинација објекта је - 30° 56' 22" а ректасцензија 13h 47m 40,0s. Привидна величина (магнитуда) објекта NGC 5292 износи 12,0 а фотографска магнитуда 12,8. NGC 5292 је још познат и под ознакама ESO 445-31, MCG -5-33-8, IRAS 13447-3041, PGC 48909.